# Маттила, Карита
Ка́рита Ма́ттила (фин. Karita Marjatta Mattila, 5 сентября 1960, Сомеро) — финская оперная певица (сопрано).

## Биография
Окончила Академию Сибелиуса (1983), где училась у Лизы Линко-Мальмё, затем в Лондоне у Веры Рожа. Получила первую премию на Международном фестивале оперных певцов в Кардиффе (1983). Дебютировала в 1986 году в Ковент-Гардене, спев партию Фьордилиджи в опере Моцарта «Так поступают все». В дальнейшем выступала в Метрополитен-опера, театре Шатле, Опере Бастилия, Венской государственной опере, Немецкой опере в Берлине, на Мюнхенском оперном фестивале, Зальцбургском фестивале и на других крупнейших оперных сценах мира.
Работала с такими дирижёрами, как Георг Шолти, Невилл Марринер, Колин Дэвис, Зубин Мета, Клаудио Аббадо, Валерий Гергиев и др.
Ей посвящён вокальный цикл Кайи Саариахо «Четыре мгновения», который она исполнила в 2003 году в парижском театре Шатле и лондонском Барбикан-центре. Для неё же была написана заглавная партия в опере Саариахо «Эмили», которую певица исполнила в Лионской опере в 2010 году.
В 1992 году вышла замуж за своего менеджера Тапио Кунейнена. Они развелись в 2019 году.
В середине апреля 2014 года отказалась выступать под управлением российского дирижёра Валерия Гергиева на сцене Карнеги-холл в Нью-Йорке, обосновав свой отказ желанием выразить протест Гергиеву в связи с тем, что тот открыто поддерживает политику президента России Владимира Путина. По словам певицы, причиной её протеста стали именно взгляды Путина на искусство, художников и гомосексуалистов, а также его политика, которая не уважает границы других стран. Организаторы концерта заменили дирижёра на итальянца Фабио Луизи.

## Оперные партии
- Эмилия Марти, «Средство Макропулоса» Яначека
- Эмили дю Шатле, «Эмили» Кайи Саариахо
- Тоска, «Тоска»
- Манон, «Манон Леско»
- Саломея, «Саломея»
- Арабелла, «Арабелла» Рихарда Штрауса
- Леонора, «Фиделио»
- Амелия, «Бал-маскарад»
- Елизавета, «Дон Карлос»
- Амелия (Мария), «Симон Бокканегра»
- Дездемона, «Отелло»
- Эльза, «Лоэнгрин»
- Ева, «Нюрнбергские мейстерзингеры»
- Хризофемида, «Электра»
- Енуфа, «Енуфа» Яначека
- Катя Кабанова, «Катя Кабанова» Яначека
- Лиза, «Пиковая дама»
- Татьяна, «Евгений Онегин»
- Донна Анна, «Дон Жуан»
- Донна Эльвира, «Дон Жуан»
- Графиня, «Свадьба Фигаро»
- Фиордилиджи, «Так поступают все»
- Памина, «Волшебная флейта»
- Илия, «Идоменей»
- Агата, «Волшебный стрелок»
- Эмма, «Фьеррабрас»
- Ганна Главари, «Весёлая вдова»
- Розалинда, «Летучая мышь»
- Мюзетта, «Богема»

## Симфонические произведения
- Моцарт: Реквием (DG)
- Бетховен: Симфония no. 9 (DG)
- Шостакович: Симфония no. 14 (EMI Classics)
- Арнольд Шёнберг: «Песни Гурре» (EMI Classics)
- Леонард Бернстайн: Симфония № 3 (Erato)
- Сибелиус: симфония для оркестра, голоса и хора Куллерво (BIS)
- Мендельсон: Симфония № 2 (DG)
- Шуберт: Месса E flat major; Моцарт: ария ангела, Laudate dominum (DG)

## Записи
- Arias & Scenes (Erato)
- German Romantic Arias (Erato)
- Strauss: Orchestral Songs; Four Last Songs (DG)
- Strauss: Orchestral Songs (Sony Music Entertainment)
- Strauss: Hölderlin Lieder (Sony Music Entertainment)
- Excellence — The Artistry of Karita Mattila (Ondine)
- Sibelius Songs (Ondine)
- Grieg and Sibelius Songs (Erato)
- Karita Live! (Ondine)
- From the Heart of Finland (Ondine)
- Wild Rose (Ondine)
- Modern Portrait (Warner/Finlandia)
- Marriner: Lollipops (Philips)

## Признание
Премия Грэмми за лучшую оперную запись в 1998 (Нюрнбергские мейстерзингеры Вагнера) и 2004 (Енуфа Яначека). Лучшая певица 2001 года по оценке The New York Times. Музыкант 2005 года по оценке журнала Musical America. Журнал BBC Music Magazine (2007) включил певицу в число 20 лучших сопрано за всю историю грамзаписи.
Медаль Pro Finlandia (2001). Кавалерственная дама Ордена искусств и литературы (2003).
Маттила — лауреат премии Opera News Awards американского журнала Opera News за 2011 год. Церемония вручения премии прошла в Нью-Йорке 29 апреля 2012 года.